# Bibliothèque photographique Giraudon
Pour les articles homonymes, voir Giraudon.
La Bibliothèque photographique Giraudon est une maison d'édition photographique française spécialisée dans l'art, l'histoire et l'archéologie fondée en 1877 à Paris par Adolphe Giraudon (1849-1929).
Reprise en 1912 par son fils Georges (1885-1970), les collections sont rachetées par la Librairie Larousse en 1953.
Au début du XXe siècle, cette maison proposait plus de 115 000 clichés documentant toutes les époques, tous les arts et toutes les civilisations pour une clientèle d'artistes et de scientifiques.

## Historique

### Adolphe Giraudon, le fondateur
Adolphe Giraudon naît le 4 février 1849 à Chârost (Cher). Son père est charcutier et sa mère cabaretière. Il semble avoir fréquenté le peintre et photographe Jules Joly-Grangedor (1819-1871), qui préconise que la photographie doit se mettre au service des artistes et des savants en leur offrant l'accès à des reproductions de chefs-d'œuvre de la peinture et de la sculpture.
Il fait ses débuts en 1875 à la Société française de photographie en présentant des reproductions d'œuvres d'art photographiées par Jean Laurent et de Franz Hanfstaengl. Alors que le média photographique connaît à cette époque une croissance rapide, Giraudon met en place un réseau international pour recevoir en dépôt de nombreuses photographies d'œuvres d'art et d'étude d'après nature, et ouvre en 1877 sa « Bibliothèque photographique » au 15, rue Bonaparte à Paris. Idéalement située face à l'École des beaux-arts, les élèves, professeurs et administrateurs de cette institution deviennent de fidèles clients.
Il y propose à la vente une riche documentation iconographique signée notamment par les photographes Mieusement, Franz Hanfstaengl, Hermann Heid, Alinari, Anderson, Bonfils, Brogi, Lombardi, Naya, Perini, Pietro Poppi et Jean Geiser.

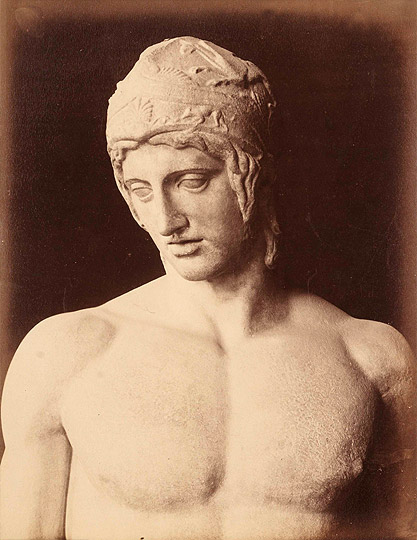
Adolphe Giraudon, Mars Borghèse, détail (musée du Louvre).

Admis en 1886 à la Chambre syndicale de la photographie, il y luttera contre les contrats d'exclusivité liant des éditeurs à des musées. Il engage cette année-là une campagne de photographies des œuvres du musée de Cluny, qui sera suivie par celles des sculptures du musée du Louvre et du musée du Luxembourg. Il publie son premier catalogue en 1888 et reçoit une médaille de bronze à l'Exposition universelle de 1889.
Son affaire prospérant, il achète une propriété à Chârost et y développe une partie de son activité d'éditeur photographe. Il devient maire de cette commune en 1912.
À partir de 1892, il réalise 1 061 prises de vue des sculptures du musée de Sculpture comparée. La même année, il reçoit une médaille d'argent à l'exposition internationale de photographie. Vers 1900, il entame une campagne de photographie du musée Condé à Chantilly qui comptera des milliers de vues. Il réalise une importante série de clichés en Grèce au Musée national archéologique d'Athènes, au musée de l'Acropole, au Parthénon, à Olympie et à Delphes.
Au long de son activité, il publie 23 catalogues de sa documentation photographique. Pour faire face au développement de ses archives, il déménage la Bibliothèque photographique au 9, rue des Beaux-Arts en 1904.
Adolphe Giraudon cède sa maison d'édition à son fils unique Georges en 1912.
Épuisé et souffrant d'insuffisance cardiaque, Adolphe Giraudon meurt le 17 octobre 1929.

### Georges Giraudon, le repreneur
Adolphe Giraudon avait épousé Claire Françoise Joséphine Botti en 1881. Georges Giraudon naît de leur union le 31 janvier 1885. Formé dans la maison familiale, il complète son apprentissage à Florence chez Alinari en 1905, puis suit des cours à la Société française de photographie.
Il reprend la société de son père en 1912, mais étant mobilisé lors de la Première Guerre mondiale, il est contraint de fermer la boutique entre 1914 et 1919. Il va néanmoins photographier la vie quotidienne sur le front. La paix revenue, Georges Giraudon entreprend une réorganisation du classement des archives jusqu'en 1921. Il poursuit l'enrichissement de son fonds en photographiant notamment Versailles et le musée du Louvre, le musée de Cluny, le musée Carnavalet, les Beaux-Arts de Paris, le musée des Antiquités nationales de Saint-Germain-en-Laye et le musée des Arts décoratifs, Marseille, Aix-en-Provence et Venise. Il documente aussi de grandes expositions temporaires comme l'art ancien espagnol en 1925, l'art byzantin en 1931, Pisanello et François Boucher en 1932,
Il photographie aussi des œuvres à la demande d'artistes comme Joseph Bernard, Raymond Sabouraud, Chaïm Soutine, Amedeo Modigliani, Maurice Utrillo et le Douanier Rousseau, ou de galeristes comme Léopold Zborowski, Pierre Loeb, ainsi que pour des collectionneurs.
En 1939, au début de la Seconde Guerre mondiale, Georges Giraudon ferme le magasin et se réfugie à Chârost, où il réalise des portraits de son entourage.
Il reprend ses activités au magasin après la libération de Paris. Souhaitant se retirer des affaires, il vend en 1953 son fonds de 38 000 négatifs et 18 000 tirages à la Librairie Larousse, qui crée une nouvelle SARL dont René Faille est le directeur.
Georges Giraudon se retire à Chârost et meurt à Issoudun le 10 avril 1970.

### Postérité
Larousse cède le fonds Giraudon à la holding Agence générale d'image (AGI) en 1991. Giraudon est racheté par United News and Media Group en 1997, et acquis par Getty Images en 2000, puis par Bridgeman Art Library (en) en 2001, dont l'agence parisienne s'installe au 36, rue des Bourdonnais jusqu'au  1er janvier 2011.
Une partie des archives d'Adolphe et Georges Giraudon sont conservées aux archives départementales du Cher.

Photographies éditées par la Bibliothèque photographique Giraudon
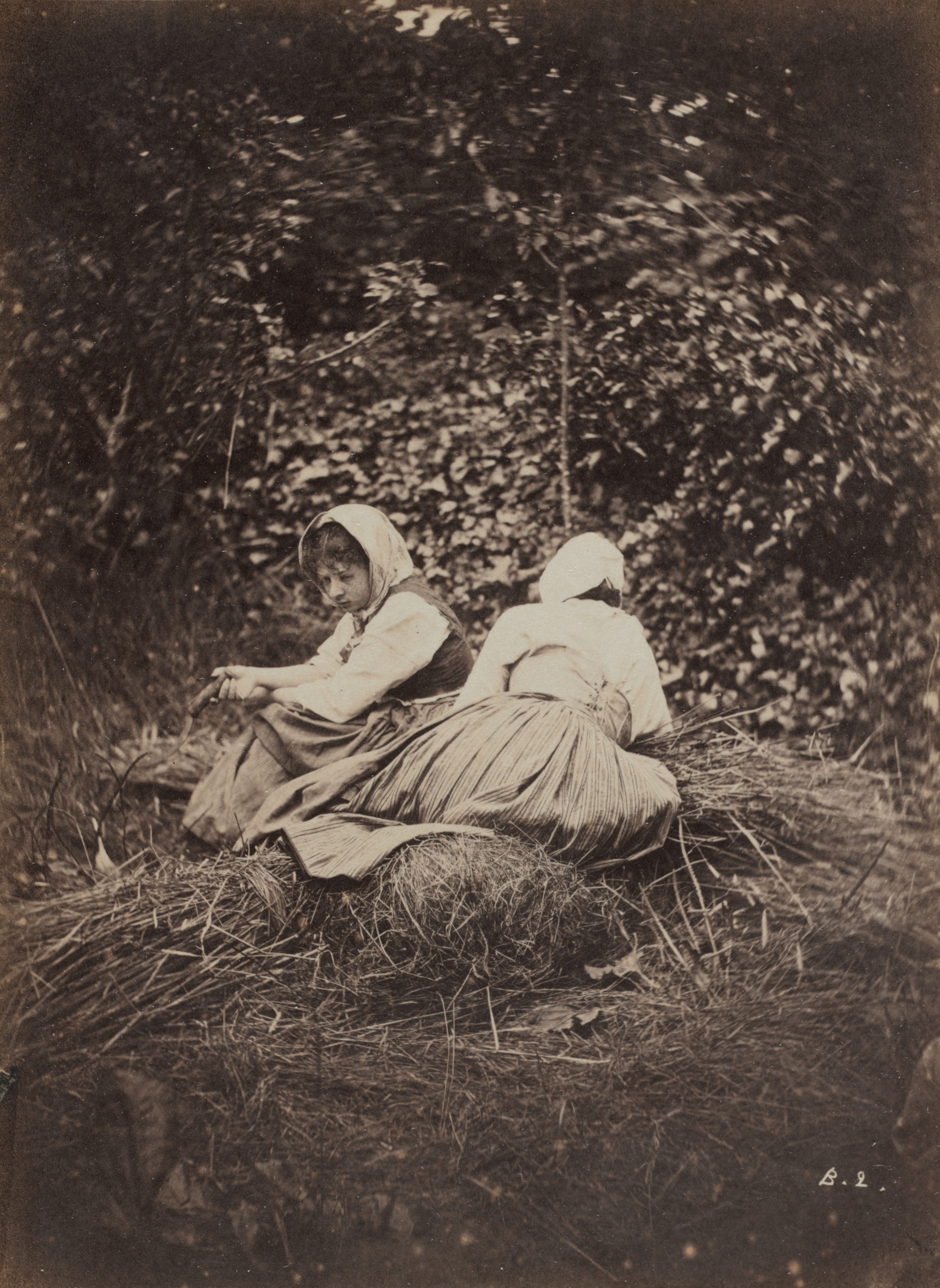
Deux paysannes assises (années 1870).
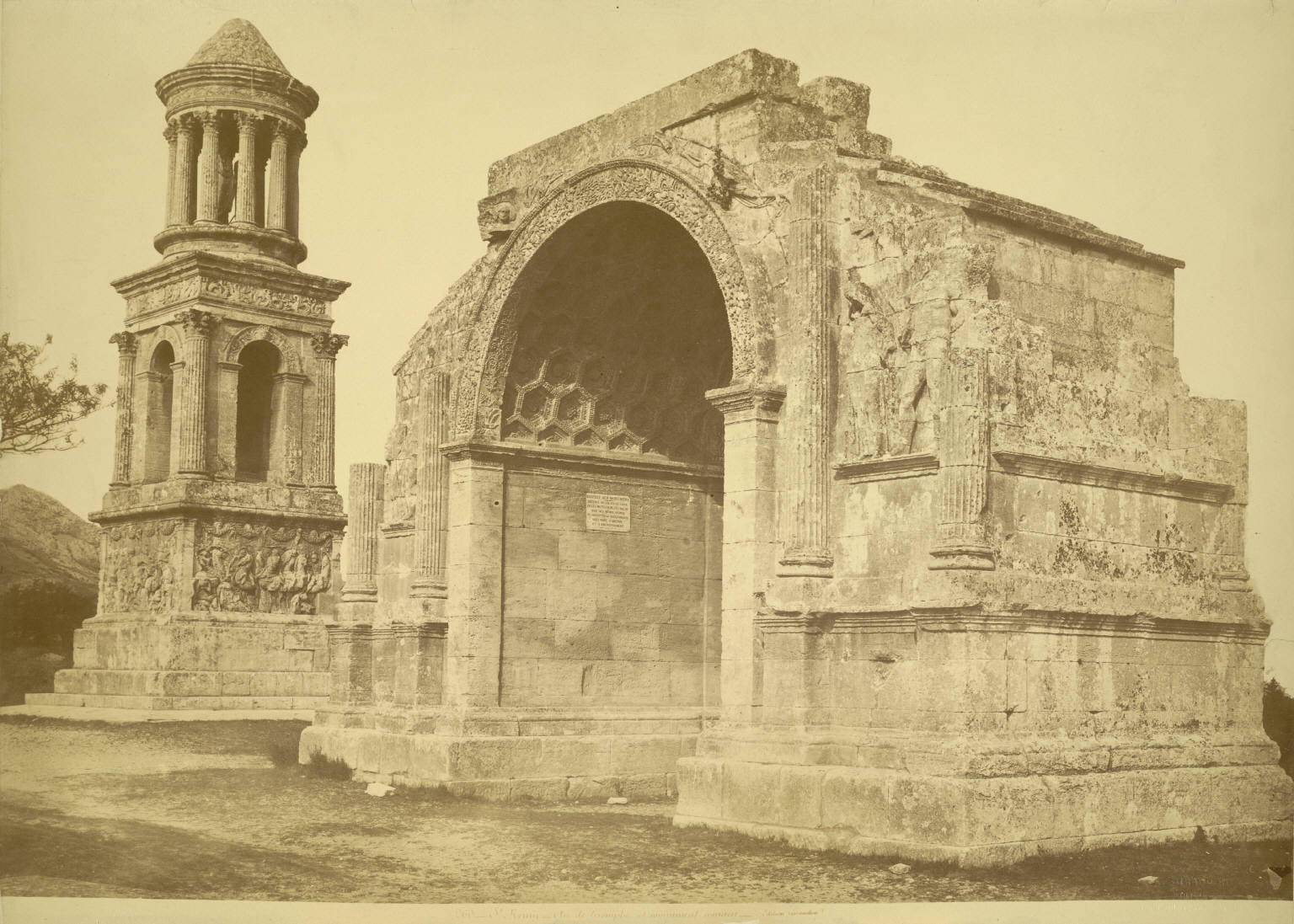
Saint-Rémy. Arc de triomphe romain et monument (vers 1877-1889)
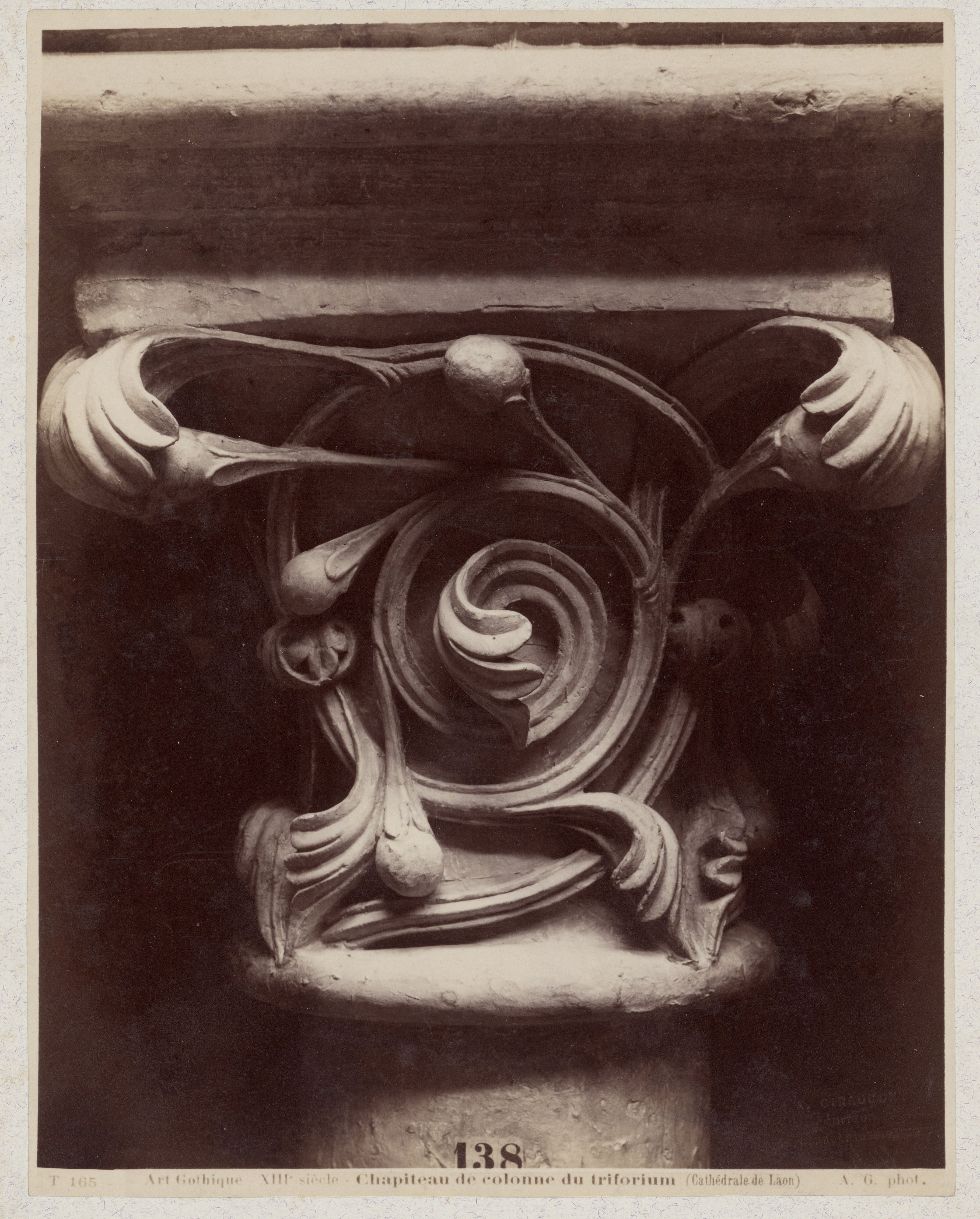
Chapiteau feuillagé, cathédrale de Laon (vers 1880).
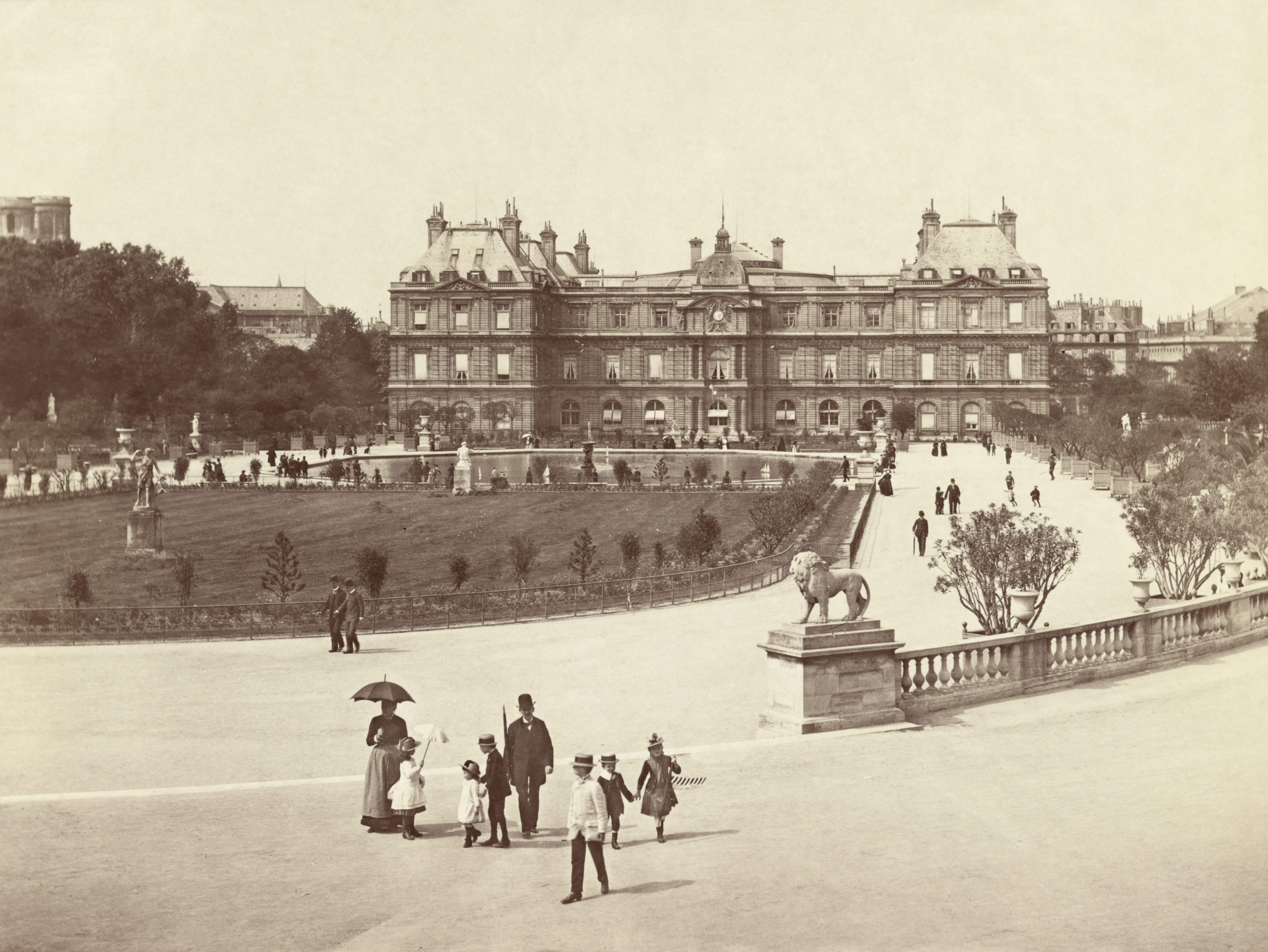
Paris, le jardin du Luxembourg (vers 1900).
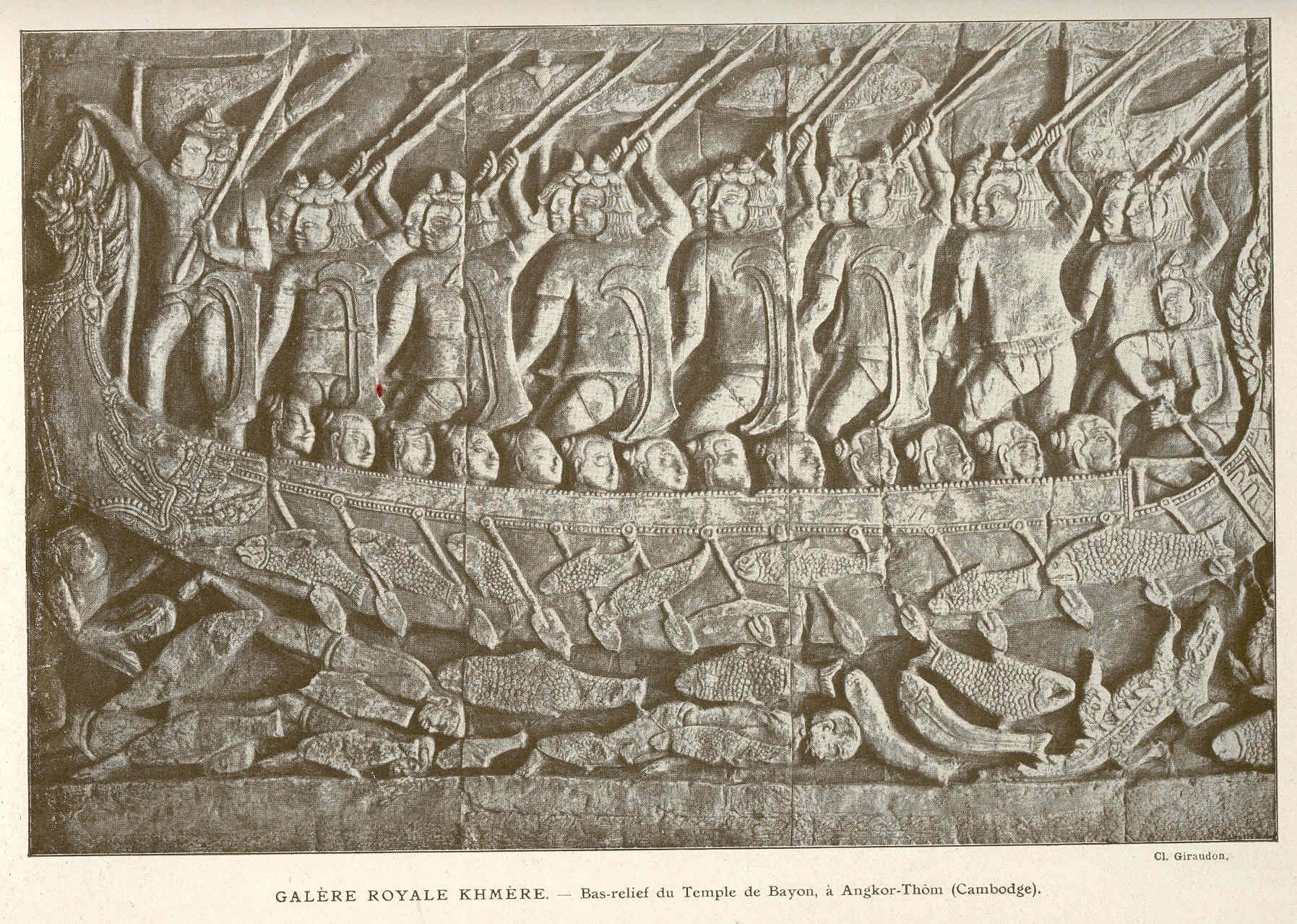
Bas-relief du temple de Bayon, à Angkor-Thom (1913).

## Expositions
- « Adolphe et Georges Giraudon : une bibliothèque photographique », Bourges, archives départementales du Cher, du 15 avril au 13 juillet 2005 et à Paris, musée Rodin du 13 avril au 19 juin 2005.